# دانييلي جيوردانو
دانييلي جيوردانو (بالإيطالية: Daniele Giordano)‏ (4 مارس 1991 - ) هو لاعب كرة قدم إيطالي في مركز حراسة المرمى. شارك مع منتخب إيطاليا تحت 16 سنة لكرة القدم. أما مع النوادي، فقد لعب مع نادي بيروجيا ونادي سلتيك وAS Melfi ‏ ونادي مونتروز لكرة القدم.

## وصلات خارجية
- دانييلي جيوردانو على موقع قاعدة بيانات كرة القدم.إي يو (الإنجليزية)
- دانييلي جيوردانو على موقع Soccerbase.com (لاعب) (الإنجليزية)
- دانييلي جيوردانو على موقع Soccerway.com (الإنجليزية)